# Liste von Sakralbauten im Erzgebirgskreis

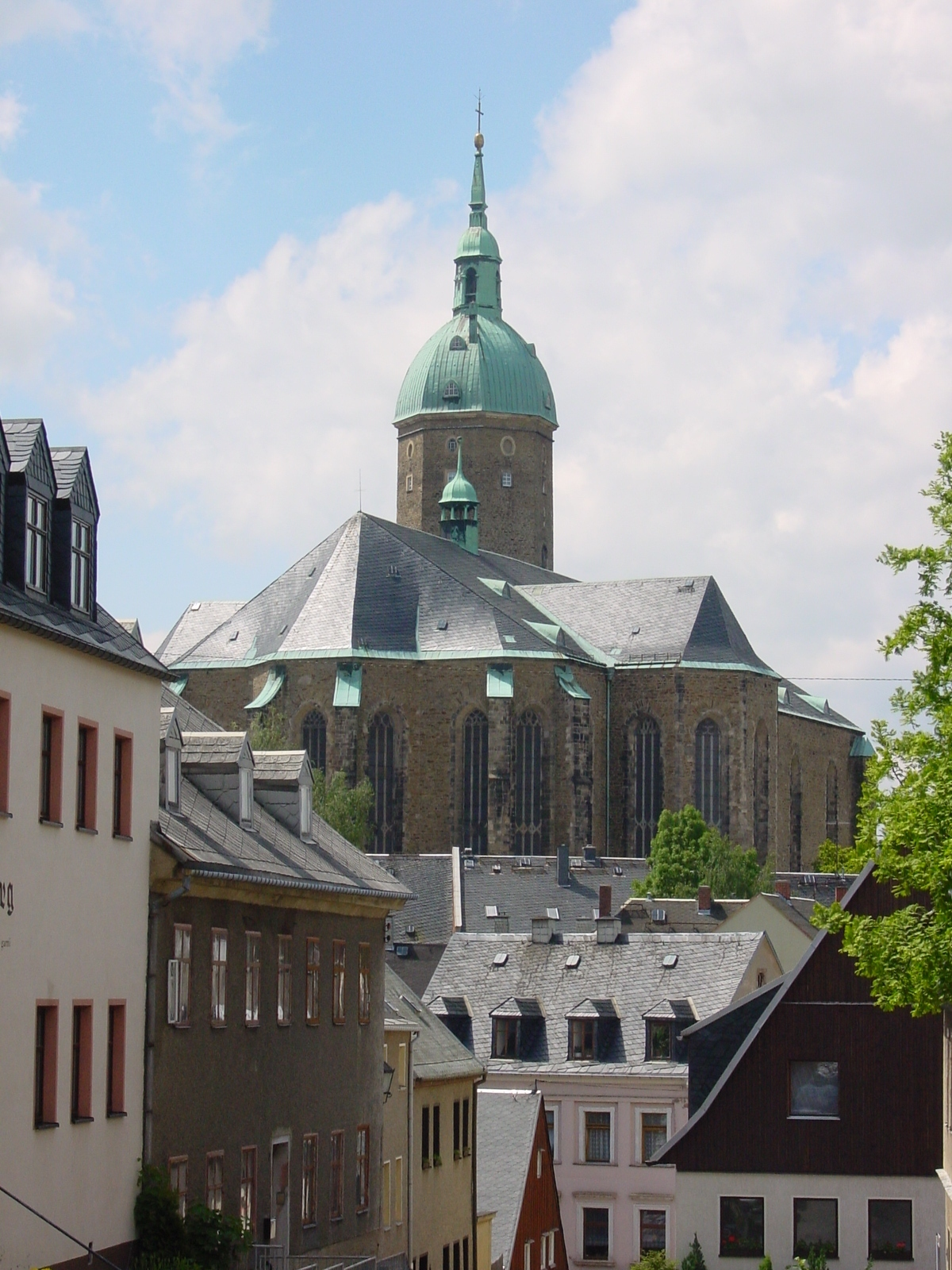
St. Annen in Annaberg-Buchholz

Die Liste von Sakralbauten im Erzgebirgskreis nennt vorhandene und ehemalige Kirchen und sonstige Sakralbauten im Erzgebirgskreis, Sachsen.

## Geschichte
Die meisten der etwa 300 Kirchengebäude im Erzgebirgskreis unterstehen der Evangelisch-Lutherischen Landeskirche Sachsens. Die ältesten Gotteshäuser des Erzgebirgskreises entstanden in der Zeit der Erstbesiedlung des Erzgebirges um 1200. Von herausragender baugeschichtlicher Bedeutung sind die drei spätgotischen Hallenkirchen St. Annen in Annaberg-Buchholz, St. Wolfgang in Schneeberg und St. Marien in Marienberg, die Wehrkirche in Großrückerswalde und die Trinitatiskirche in Carlsfeld, die als frühe Form des sächsischen Zentralbaus Vorläuferin der Frauenkirche in Dresden ist. Die Kirchengebäude der Freikirchen, der katholischen Gemeinden und der religiösen Sondergemeinschaften stammen zumeist aus dem 20. Jahrhundert.

## Evangelische Kirchengebäude

### Evangelisch-lutherische Kirchengebäude

#### Kirchenbezirk Annaberg
Am 1. Januar 2009 ist der Kirchenbezirk Stollberg in den Kirchenbezirk Annaberg eingegliedert worden. Der Chemnitzer Stadtteil Klaffenbach im Kirchenbezirk Annaberg liegt nicht im Erzgebirgskreis.
| Abbildung | Ort                                      | Kirche                          | Hauptbauzeit | Orgel | Besonderheiten | Links                                        |
| --------- | ---------------------------------------- | ------------------------------- | --- | --- | --- | -------------------------------------------- |
|           | Neukirchen/Erzgeb., OT Adorf/Erzgeb.     | Kirche Adorf (Neukirchen)       | Stattliche Saalkirche mit Südostturm, Reformstil-Architektur (1909) | | |                                              |
|           | Annaberg-Buchholz, OT Annaberg           | Annenkirche                     | 1499–1525 | dreimanualiges Werk von Eberhard Friedrich Walcker & Cie. (1883/1884) im neugotischen Gehäuse der Vorgängerorgel vermutlich von Johann Heinrich Böhme d. J. (1688); Kleinorgel von VEB Orgelbau Bautzen, vormals H. Eule (1979) | älteste der drei spätgotischen Hallenkirchen im Erzgebirge; Bergaltar von Hans Hesse (1521 geweiht)                                              | annenkirche.de                               |
|           | Annaberg-Buchholz, OT Annaberg           | Bergkirche St. Marien           | 1502–1511 | Conrad Geißler (1882) | | kirche-annaberg-buchholz.de                  |
|           | Annaberg-Buchholz, OT Annaberg           | Hospitalkirche St. Trinitatis   | 1828–1830 (Vereinfachter Wiederaufbau nach Bränden 1604 und 1826)? | Johann Gotthilf Bärmig (1864) | | kirche-annaberg-buchholz.de                  |
|           | Mildenau, OT Arnsfeld                    | Pfarrkirche                     | im Kern 13. Jh., Erweiterung im 18. Jh. | spätromantische Orgel von Hermann Eule (1897) im Gehäuse der Vorgängerorgel von C. E. F. Rensch (1797) | | arnsfeld.eu                                  |
|           | Auerbach                                 | Pfarrkirche                     | 1744–1746 (Umbau des vermutlich gotischen Gebäudes, Errichtung von Turm und Sakristei)                                                                                     | Christian Gottlob Steinmüller (1847), Umbau durch Jehmlich (1937) | | kirche-auerbach.de                           |
|           | Bärenstein                               | Erlöserkirche                   | 1655 | Gebrüder Emil und Bruno Jehmlich (1910/1911) Quelle: ORKASA, laut Dehio (1998, 59) 1912 im spätbarocken Prospekt von Christian Gottlob Hausdörfer (1785)                                                                        | | erloeserkirche-baerenstein.de                |
|           | Stollberg, OT Beutha                     | Pfarrkirche                     | 1864–1866 (als Ersatz für den 1867 abgebrochenen Vorgängerbau) | Urban Kreutzbach (1866) | | www.kirche-erzgebirge.de                     |
|           | Zwönitz, OT Brünlos                      | Pfarrkirche                     | 15. Jh., erneuert 1832–1833 | Johann Kralapp (1873) | | stjohannis-zwoenitz.de                       |
|           | Annaberg-Buchholz, OT Buchholz           | Katharinenkirche Buchholz       | 16. Jh. | Jehmlich Orgelbau Dresden GmbH (1990), VEB Orgelbau Dresden, vormals Gebrüder Jehmlich (Positiv, 1980/81) | Kirche nach Zerstörung wieder aufgebaut, beachtenswerte Altäre von Hans Hesse                                                                    | kirche-annaberg-buchholz.de                  |
|           | Annaberg-Buchholz, OT Buchholz           | Friedhofskirche Buchholz        | 1935 | Gebrüder Otto und Rudolf Jehmlich (1961) | | kirche-annaberg-buchholz.de                  |
|           | Burkhardtsdorf                           | St. Michael                     | 1945–1948 (Umbau der Friedhofshalle nach Zerstörung des Vorgängerbaus durch einen Fliegerangriff)                                                                          | Andreas und Georg Schuster (1948) | | kirche-burkhardtsdorf.de                     |
|           | Sehmatal, OT Cranzahl                    | Himmelfahrtskirche              | 1910 als Ersatz für einen Vorgängerbau von 1556 | Gebrüder Emil und Bruno Jehmlich (1911) | | kirche-cranzahl.de                           |
|           | Crottendorf                              | Heilige Dreifaltigkeitskirche   | 1653–1654 (Neubau auf den Umfassungsmauern der 1643 abgebrannten Wehrkirche)                                                                                               | Jehmlich Orgelbau Dresden GmbH (2007) | Schnitzaltar von Peter Breuer, datiert 1514; kleines Gemälde von Hans Hesse, datiert 1520                                                        | jehmlich-orgelbau.de evkirche-crottendorf.de |
|           | Annaberg-Buchholz, OT Cunersdorf         | Martin-Luther-Kirche            | 1896 | Gebrüder Emil und Bruno Jehmlich (1896) | |                                              |
|           | Zwönitz, OT Dorfchemnitz                 | Pfarrkirche                     | 1892–1893 an Stelle eines Vorgängerbaus aus dem 15. Jh. | Bruno Kicheisen (1893) | |                                              |
|           | Ehrenfriedersdorf                        | St. Niklas                      | 15. Jh. | Richard Kreutzbach (1889) Quelle: ORKASA, laut Dehio (1998, 210) 1899, verändert durch Eule (1939), 2002 Restaurierung und Rückführung auf 1889 durch Vogtl. Orgelbau, Limbach (Vogtl.)                                         | geschnitzter, sechsflügliger Hochaltar von Hans Witten (1507)                                                                                    | niklaskirche.de                              |
|           | Burkhardtsdorf, OT Eibenberg             | Pfarrkirche                     | 1900–1901 | Jehmlich mit Substanz von Hook & Hastings | | deutschefotothek.de                          |
|           | Elterlein                                | St.-Laurentius-Kirche Elterlein | 17. Jh. (spätgotischer Kern, Umbau nach Bränden 1669 und 1676) | Große mechanische Kegelladenorgel von Hermann Eule (1895) Quelle: ORKASA, laut Dehio (1998, 224) 1896 | | verein.kirche-elterlein.de                   |
|           | Lugau, OT Erlbach                        | Pfarrkirche                     | 1871 (Neubau nach Abtragung des mittelalterlichen Vorgängerbaus) | Johann Gotthilf Bärmig (1871) im neugotischen Prospekt | | kirche-in-sachsen.de                         |
|           | Gelenau/Erzgeb.                          | Pfarrkirche                     | 1580–1581 | Gebrüder Emil und Bruno Jehmlich (1931) | 1581 gestiftetes Epitaph für Joachim von Schönberg und Familie                                                                                   | gelenau.de                                   |
|           | Geyer                                    | St.-Laurentius-Kirche           | 14. Jh.? (Neubau 1908–1909 auf den Umfassungsmauern des Vorgängerbaus mit Erhalt des Turms)                                                                                | Große pneumatische Orgel der Gebrüder Emil und Bruno Jehmlich (1909) | Die Kirche entwickelte sich aus einer erstmals 1476 genannten Kapelle und die Figuren der Ölberggruppe stammen vom Meister des Altars von Geyer. | erlebnisland-erzgebirge.de stadt-geyer.com   |
|           | Geyer                                    | Friedhofskapelle St. Wolfgang   | im 15. Jh. als Bergkapelle erbaut und dem Schutzheiligen der Bergleute, St. Wolfgang, geweiht. Auch Hospitalkirche genannt. 1856 bis 1875 Brandruine, danach Wiederaufbau. | Gebrüder Otto und Rudolf Jehmlich (1963) | | stadt-geyer.com                              |
|           | Annaberg-Buchholz, OT Geyersdorf         | Pfarrkirche                     | 1862 (Neubau auf den Umfassungsmauern des Vorgängerbaus von 1508) | Gebrüder Emil und Bruno Jehmlich (1899) | |                                              |
|           | Gornsdorf                                | Pfarrkirche                     | 1821–1822 (an Stelle des baufälligen Vorgängerbaus) | Alfred Schmeisser (1912) im biedermeierlichen Prospekt von Steinmüller (bez. 1822) | | gornsdorf.eu                                 |
|           | Jöhstadt, OT Grumbach                    | Margarethenkirche               | 17. Jahrhundert (Wiederherstellung des Baus aus dem 16. Jh. nach Schäden im Dreißigjährigen Krieg)                                                                         | Friedrich Weigle (1927) | ehemalige Wehrkirche | joehstadt.de                                 |
|           | Oberwiesenthal, OT Hammerunterwiesenthal | Melanchthonkirche               | 1898–1899 (an Stelle des Vorgängerbaus von 1741–1743) | VEB Orgelbau Dresden, vormals Gebrüder Jehmlich (1990) | |                                              |
|           | Elterlein, OT Hermannsdorf               | St.-Michaelis-Kirche            | 1542 | Carl Heinrich Poller (1843), restauriert von Jehmlich (1993) | |                                              |
|           | Thum, OT Herold                          | Kirche zum Heiligen Kreuz       | 1864 (Weihe) | Carl Eduard Schubert (1869), verändert von Eule (1934) | | stadt-thum.de                                |
|           | Zwönitz, OT Hormersdorf                  | Pfarrkirche                     | 1708 (vermutlich Umbau eines spätromanischen Vorgängerbaus) | Mitteldeutscher Orgelbau A. Voigt (1977) im Prospekt von Steinmüller (1830) | |                                              |
|           | Thum, OT Jahnsbach                       | Kreuzkirche                     | 1904–1905 | Gebrüder Emil und Bruno Jehmlich (1905) | |                                              |
|           | Jahnsdorf                                | Pfarrkirche                     | 12. Jh. (Umbau 17., 18., 20. Jh.) | VEB Orgelbau Bautzen, vormals H. Eule (1984) im verkleinerten Prospekt der 1750er Jahre | |                                              |
|           | Jöhstadt                                 | St.-Salvator-Kirche             | 1675–1677 | Georg Wünning (1994–1996) Quelle: ORKASA, laut Dehio (1998, 417) Christian Friedrich Göthel (1860/61) | |                                              |
|           | Burkhardtsdorf, OT Kemtau                | Kirchgemeindehaus               | | | |                                              |
|           | Lugau, OT Kirchberg                      | Pfarrkirche                     | 1822–1823 (umfassende Erneuerung des Baus von um 1230) | Gebrüder Emil und Bruno Jehmlich (1909) im Prospekt von 1823 | |                                              |
|           | Annaberg-Buchholz, OT Kleinrückerswalde  | Martin-Luther-Kirche            | 1404 oder 1414 | Christian Friedrich Göthel (1859, aus der Nikolaikirche in Chemnitz) | Ehemalige Wehrkirche | kirche-annaberg-buchholz.de                  |
|           | Königswalde                              | St.-Trinitatis-Kirche           | 17. Jh. (Wiederaufbau nach Brand 1632; Chorbereich von 1523) | Friedrich Weigle (1929), Veränderungen 1960 und 1981 | |                                              |
|           | Jahnsdorf, OT Leukersdorf                | Pfarrkirche                     | 1782 (Erneuerung; mittelalterlichen Ursprungs) | Christian Friedrich Göthel (1863) | spätgotischer Schnitzaltar von Peter Breuer um 1518                                                                                              |                                              |
|           | Lugau                                    | Kreuzkirche                     | 1842–1843 (Neubau nach Abriss eines mittelalterlichen Vorgängerbaus) | Oskar Ladegast (Sohn von Friedrich Ladegast) (1906) | |                                              |
|           | Burkhardtsdorf, OT Meinersdorf           | Marienkirche                    | 1812 (an Stelle einer 1495 erwähnten Marienkapelle) | Alfred Schmeisser (1912) | |                                              |
|           | Mildenau                                 | Pfarrkirche                     | 1834–1839 | Reinhard Schmeisser (1953) Quelle: ORKASA, laut Dehio (1998, 691) 1951 | Kirchenbau von Christian Friedrich Uhlig, eine der größten Dorfkirchen im Erzgebirge                                                             | mildenau.de                                  |
|           | Sehmatal, OT Neudorf                     | Pfarrkirche                     | 1599 | Georg Wünning (1996/1997) Quelle: ORKASA, laut Dehio (1998, 729) barocker Prospekt (1699), verändert durch Jehmlich 1902, Umgebaut durch Schuster, VEB Orgelbau Dresden, vormals Gebrüder Jehmlich (Positiv, 1979)              | |                                              |
|           | Neukirchen                               | Pfarrkirche                     | 1760 (Erneuerung) | Prospekt mit spätbarocken Teilen erneuert durch Gebrüder Emil und Rudolf Jehmlich (1932) | ehemalige Wehrkirche |                                              |
|           | Thermalbad Wiesenbad, OT Neundorf        | Pfarrkirche                     | 1899–1900 | Gebrüder Emil und Rudolf Jehmlich (1900) | |                                              |
|           | Oelsnitz/Erzgeb. OT Neuwürschnitz        | Lutherkirche                    | 1925–1926 | Gebrüder Emil und Rudolf Jehmlich (1926) | im Stil des Art déco von Paul Kranz (Gebäude) und Dore Mönkemeyer-Corty (Innenraumgestaltung) errichtet                                          |                                              |
|           | Niederwürschnitz                         | St.-Johannes-Kirche             | 1903–1904 | Alfred Schmeisser (1904) | nach Plänen von Paul Lange |                                              |
|           | Zwönitz, OT Niederzwönitz                | St. Johannis                    | 1789–1793 (Neubau nach Brand des Vorgängerbaus 1779) | Alfred Schmeisser (1928) | |                                              |
|           | Zwönitz, OT Niederzwönitz                | St. Blasius                     | 1668 (Erneuerung, im Kern wohl mittelalterlich) | | |                                              |
|           | Oberwiesenthal                           | Martin-Luther-Kirche            | 1863–1866 (an Stelle des 1665–1669 errichteten Vorgängerbaus; Umbau 1927)                                                                                                  | Johann Gotthilf Bärmig (1866) | |                                              |
|           | Oelsnitz/Erzgeb.                         | Christuskirche                  | 1725–1726 (Neubau nach Abriss eines gotischen Vorgängerbaus 1724 unter Verwendung von Teilen dessen)                                                                       | Hermann Eule (1959) im Prospekt von 1826 | |                                              |
|           | Oelsnitz/Erzgeb., OT Neuoelsnitz         | Kreuzkirche                     | 1926 (Umbau eines Kino- und Gaststättengebäudes) | (Urban Kreutzbach) | |                                              |
|           | Scheibenberg                             | St.-Johannis-Kirche             | 1559–1571 | Richard Kreutzbach (1883/1884) | |                                              |
|           | Schlettau                                | St.-Ulrich-Kirche               | 17. Jh. (Wiederaufbau des Baus vom Ende des 15. Jh. nach Brand 1659) | Kreutzbach (1889), 1937 erweitert, technischer Neubau von Vogtländischer Orgelbau Thomas Wolf: Disposition | Gewölbeausmalung von 1662 in Form einer Himmelswiese, erneuert 2014/2016                                                                         | https://www.kirche-schlettau.de              |
|           | Elterlein, OT Schwarzbach                | Kirche Schwarzbach              | 1836–1837 | Christian Gottlob Steinmüller (1837) | | kirche-elterlein.de                          |
|           | Sehmatal, OT Sehma                       | Pauluskirche                    | 1898–1899 | Neubau durch Ekkehart Groß (2005) als Ersatz für die 1934 von Schuster umgebaute Jehmlich-Orgel | |                                              |
|           | Jöhstadt, OT Steinbach                   | Pfarrkirche                     | 1684–1686 | Andreas und Georg Schuster (1932) | |                                              |
|           | Stollberg                                | St. Jacobi                      | 1653–1659 (Wiederaufbau des gotischen Baus vom Ende des 15. Jh. nach Brand 1633)                                                                                           | ehemalige Orgel von Gebrüder Emil und Bruno Jehmlich (1914), jetzige Orgel von Carl Eduard Jehmlich (1884, aus der Kirche von Olbersdorf) im Jehmlich-Prospekt von 1842                                                         | |                                              |
|           | Tannenberg                               | St.-Christophorus-Kirche        | 16. Jh. | Georg Wünning (1997), laut Dehio (1998, 927) Schmeisser Orgel (1920) | bedeutender spätgotischer Flügelaltar |                                              |
|           | Thalheim                                 |                                 | 1849/50 | Gebrüder Emil und Bruno Jehmlich (1922), im Gehäuse der Vorgängerorgel Christian Friedrich Göthel (1852), Orgel | letzte der von Christian Friedrich Uhlig entworfenen Kirchen                                                                                     | kirche-thalheim.de                           |
|           | Thum                                     | St.-Annen-Kirche                | 1948–1951 (Wiederaufbau nach Bombenangriff 1945 auf den Umfassungsmauern des Vorgängerbaus von 1703 [dieser nach Brand an Stelle eines weiteren Vorgängerbaus])            | Reinhard Schmeisser (1951) mit Teilen der Vorgängerorgel von Kreutzbach (1895) | |                                              |
|           | Lugau, OT Ursprung                       | Pfarrkirche                     | 1725–1729 (Umbau und Erweiterung; Kern wohl spätgotisch; Wiederherstellung 1974–1978 nach Brand 1974)                                                                      | Mitteldeutscher Orgelbau A. Voigt GmbH (1991) im ergänzten Prospekt vermutlich von Trampeli | spätgotischer Flügelaltar von Peter Breuer |                                              |
|           | Thermalbad Wiesenbad, OT Wiesa           | St. Trinitatis                  | 1903–1904 | Gebrüder Emil und Rudolf Jehmlich (1904) im Prospekt von Reinhard Neumann | |                                              |
|           | Thermalbad Wiesenbad                     | Friedenskapelle                 | 1914/15; 1919 geweiht | Gebrüder Jehmlich (1916), Georg Wünning (Positiv, 1991) | |                                              |
|           | Thermalbad Wiesenbad                     | Friedhofskapelle                | 1920 | | |                                              |
|           | Zwönitz                                  | Stadtkirche St. Trinitatis      | 1688–1692 (Wiederaufbau nach Brand) | Eule-Orgel (1993) mit barockem Prospekt von Donati (1732) | Großer Portikuskanzelaltar aus Holz (1691) |                                              |

#### Kirchenbezirk Aue
(Die Kirchen in Thierfeld und Hartenstein zählen zum Kirchenbezirk Aue, liegen aber im Landkreis Zwickau)
| Abbildung            | Ort                                      | Kirche                             | Hauptbauzeit                                                                            | Orgel | Besonderheiten | Links                                                                            |
| -------------------- | ---------------------------------------- | ---------------------------------- | --------------------------------------------------------------------------------------- | --- | --- | -------------------------------------------------------------------------------- |
|                      | Lößnitz, OT Affalter                     | Pfarrkirche                        | 1929–1931                                                                               | Hermann Eule (1970) | | kirche-loessnitz.de                                                              |
|                      | Zschorlau, OT Albernau                   | Johanniskirche                     | 1896–1897                                                                               | Bruno Kircheisen (1896) | | kirche-zschorlau.de                                                              |
|                      | Aue-Bad Schlema, OT Aue                  | St. Nikolai                        | 1891–1893                                                                               | Otto und Bruno Jehmlich (1961); Schrankorgel von Friedrich August Schubert aus Asch (1907)                                                                 | | Nicolaikirche (Memento vom 17. Dezember 2004 im Internet Archive), kirche-aue.de |
|                      | Aue-Bad Schlema, OT Alberoda             | Kapelle                            | 1950–1951                                                                               | Vladimir Sobotka (2006) | gestiftet vom Baumeister Oskar Schuster                                                                                         | kirche-loessnitz.de                                                              |
|                      | Aue-Bad Schlema, OT Auerhammer/Neudörfel | Haus der Kirche                    | 1959 (Einweihung am Standort)                                                           | | Bau aus dem Notkirchenprogramm von Otto Bartning (Bartning-Notkirche, Typ D)                                                    | kirche-aue.de                                                                    |
|                      | Aue-Bad Schlema, OT Eichert              | Eichertkapelle                     | 1952 (vermutlich Einweihung)                                                            | | Bau aus dem Notkirchenprogramm von Otto Bartning („Bartning-Notkirche“, Typ D)                                                  | kirche-aue.de                                                                    |
|                      | Aue-Bad Schlema, OT Zelle                | Klosterkirche                      | 12./13. Jh.                                                                             | Johann Gotthilf Bärmig (1860), 1895 aus der alten Auer Nikolaikirche hierher versetzt                                                                      | | kloesterlein-zelle.de                                                            |
|                      | Aue-Bad Schlema, OT Zelle                | Friedenskirche                     | 1912–1914                                                                               | Emil und Bruno Jehmlich (1914) | | aue-zelle.de                                                                     |
|                      | Grünhain-Beierfeld, OT Beierfeld         | Peter-Pauls-Kirche                 | 13. Jh.                                                                                 | Johannes Jacobus Donati der Ältere (1728) | | peterpaulskirche.de                                                              |
|                      | Grünhain-Beierfeld, OT Beierfeld         | Christuskirche                     | 1897–1898                                                                               | Hermann Eule (1921) Quelle: ORKASA; laut Dehio (1998, S. 61) aber „Kircheisen-Orgel im Prospekt von Otto Paulig, 1898“^                                    | | christuskirchgemeinde-beierfeld.de                                               |
|                      | Schwarzenberg, OT Bermsgrün              | Kapelle                            | 1929                                                                                    | Georg Wünning (1994) | | st-georgen-schwarzenberg.de                                                      |
|                      | Lauter-Bernsbach, OT Bernsbach           | Pfarrkirche zur Ehre Gottes        | 1679–1681                                                                               | Georg Wünning (1999), vorher Johannes Jahn (1908) und Johann Gottlob Trampeli (1809)                                                                       | | bernsbach.de                                                                     |
|                      | Eibenstock, OT Blauenthal                |                                    | Weihe am 24. September 1983                                                             | | |                                                                                  |
|                      | Bockau                                   | Pfarrkirche                        | 1429                                                                                    | Urban Kreutzbach (1860) | |                                                                                  |
|                      | Breitenbrunn                             | Christophoruskirche                | 1559                                                                                    | Johann Gotthilf Bärmig (1859) Quelle: ORKASA; laut Dehio (1998, S. 95) 1852                                                                                | |                                                                                  |
|                      | Zschorlau, OT Burkhardtsgrün             | Pfarrkirche                        | 1954                                                                                    | | | kirche-zschorlau.de                                                              |
|                      | Eibenstock, OT Carlsfeld                 | Trinitatiskirche                   | 1684–16                                                                                 | Johann Gotthilf Bärmig (1863), Erweiterung durch Emil und Bruno Jehmlich (1912), Umbau durch Alfred Schmeisser (1940)                                      | Vorläufer der Frauenkirche in Dresden, Entwurf vermutlich durch Wolf Caspar von Klengel, Aufbauarbeiten durch Johann Georg Roth |                                                                                  |
|                      | Schwarzenberg, OT Crandorf               | Pfarrkirche                        | 1711–1712                                                                               | Johannes Jahn (1912) | |                                                                                  |
|                      | Eibenstock                               | Stadtkirche                        | 1864–1868                                                                               | Urban Kreutzbach's Söhne (1868) | |                                                                                  |
|                      | Schneeberg, OT Griesbach                 | St. Georg und St. Martin           | 1747 (Umbau und Erweiterung)                                                            | Emil Müller, Werdau (1903) | |                                                                                  |
|                      | Grünhain-Beierfeld, OT Grünhain          | St.-Nicolai-Kirche                 | 1808–1812                                                                               | Andreas und Georg Schuster (1912) Quelle: ORKASA, laut Dehio (1998, 375) 1913                                                                              | |                                                                                  |
|                      | Schwarzenberg, OT Grünstädtel            | Annenkirche                        | 1721–1724 (an Stelle eines romanischen Vorgängerbaus)                                   | Johann Gotthilf Bärmig (1877) | |                                                                                  |
| Ortsmitte mit Kirche | Stützengrün, OT Hundshübel               | Pfarrkirche                        | 1784–1788                                                                               | Johann Gotthilf Bärmig (1864) | |                                                                                  |
|                      | Johanngeorgenstadt                       | Stadtkirche                        | 1869–1872                                                                               | Urban Kreutzbach's Söhne (1872) | |                                                                                  |
|                      | Lauter-Bernsbach, OT Lauter              | Pfarrkirche Lauter                 | 1628                                                                                    | VEB Orgelbau Dresden, vormals Gebr. Jehmlich (1981) | | kirche-lauter.de                                                                 |
|                      | Lößnitz                                  | St. Johanniskirche                 | 1817–1826                                                                               | Gebrüder Emil und Bruno Jehmlich (1899) | | kirche-loessnitz.de                                                              |
|                      | Lößnitz                                  | Hospitalkirche St. Georg           | 1858–1861                                                                               | Urban Kreutzbach (1860) | | kirche-loessnitz.de                                                              |
|                      | Raschau-Markersbach, OT Markersbach      | St.-Barbara-Kirche                 | 13. Jh., erweitert 1714–19                                                              | Johann Gottlob Trampeli (1803–1806) | | kirche-markersbach.de                                                            |
|                      | Schneeberg (Erzgebirge), OT Neustädtel   | Kirche Zu unserer lieben Frauen    | 1413                                                                                    | VEB Orgelbau Bautzen, vormals Hermann Eule (1980); Prospekt der Vorgängerorgel von Johann Gottlob Trampeli (1812)                                          | | freiepresse.de                                                                   |
|                      | Schwarzenberg, OT Neuwelt                | Emmauskirche                       | 1900–1901                                                                               | Hermann Eule (1901) | |                                                                                  |
|                      | Bad Schlema OT Niederschlema             | Martin-Luther-Kirche               | 1898–1899                                                                               | Hermann Eule (1922) Quelle: ORKASA, laut Dehio (1998, 885) aber Emil Müller, Werdau, 1899                                                                  | |                                                                                  |
|                      | Lauter-Bernsbach, OT Oberpfannenstiel    | Martin-Luther-Kirche               | 1818–1819                                                                               | Christian Gottlob Steinmüller (1843), Johannes Jahn im erweiterten Steinmüller-Prospekt (1907), Georg Wünning im verkleinerten Steinmüller-Prospekt (1995) | |                                                                                  |
|                      | Bad Schlema OT Oberschlema               | Auferstehungskirche                | 1951–1952 (als Ersatz für den durch den Uranbergbau abgerissenen Vorgängerbau von 1573) | Urban Kreutzbach (1854), Umbau durch Johannes Jahn (1926), Neubau des Prospekts durch Jehmlich                                                             | |                                                                                  |
|                      | Schwarzenberg, OT Pöhla                  | Lutherkirche                       | 1933                                                                                    | Alfred Schmeisser (1934) | |                                                                                  |
|                      | Raschau-Markersbach, OT Raschau          | Allerheiligenkirche                | 13. Jh.? (Umbau 1698)                                                                   | Christian Gottlob Steinmüller (1848) | |                                                                                  |
| Kirche und Pfarramt  | Breitenbrunn, OT Rittersgrün             | Pfarrkirche                        | 1688–1693                                                                               | Johann Gotthilf Bärmig (1863) | |                                                                                  |
|                      | Schwarzenberg, OT Sachsenfeld            | Johanneskirche                     |                                                                                         | | |                                                                                  |
|                      | Schneeberg                               | St.-Wolfgangs-Kirche               | 1516–1540                                                                               | Jehmlich Orgelbau GmbH (1998) | Flügelaltar von Lucas Cranach d. Ä.                                                                                             |                                                                                  |
|                      | Schneeberg                               | Hospitalkirche                     | 1739–1739 (Wiederaufbau nach Brand des Vorgängerbaus von 1567–1575)                     | Gebrüder Otto und Rudolf Jehmlich (1965) | |                                                                                  |
|                      | Schönheide                               | Martin-Luther-Kirche               | 1766–1773 (Neubau nach Einsturz des Vorgängerbaus von 1596)                             | Gebrüder Emil und Bruno Jehmlich (1903) im veränderten Prospekt von Trampeli (Johann Gottlob Trampeli oder dessen Bruder?)                                 | | Kirche-Schoenheide.de                                                            |
|                      | Schwarzenberg                            | St.-Georgen-Kirche                 | 1690–1699                                                                               | Hermann Eule Orgelbau Dresden GmbH (1991) Quelle: ORKASA, laut Dehio (1998, 908) 1993; Hermann Eule (Kleinorgel 1951);                                     | | st-georgen-schwarzenberg.de                                                      |
|                      | Sosa                                     | Pfarrkirche                        | 1616–1617                                                                               | Johann Gotthilf Bärmig (1874) | |                                                                                  |
|                      | Stützengrün                              | Kirche zur heiligen Dreifaltigkeit | 1701                                                                                    | Wilhelm Friedrich Jehmlich (1859) | |                                                                                  |
|                      | Bad Schlema, OT Wildbach                 | Pfarrkirche                        | 1804–1806                                                                               | Johann Andreas Hesse (1814), Umbau durch Johannes Jahn (1909)                                                                                              | |                                                                                  |
|                      | Eibenstock, OT Wildenthal                |                                    |                                                                                         | | |                                                                                  |
|                      | Zschorlau                                | Pfarrkirche                        | 1652                                                                                    | Gebrüder Otto und Rudolf Jehmlich (1971) im restaurierten Prospekt der Vorgängerorgel von Joachim Zschucke (1629)                                          | Beachtenswerte bemalte Bilderdecke um 1660, nach 2000 schrittweise restauriert                                                  | kirche-zschorlau.de                                                              |

#### Kirchenbezirk Zwickau
| Abbildung | Ort      | Kirche       | Hauptbauzeit | Orgel               | Glocken (Schlagton, Gießer)                            | Besonderheiten | Links              |
| --------- | -------- | ------------ | ------------ | ------------------- | ------------------------------------------------------ | -------------- | ------------------ |
|           | Hohndorf | Lutherkirche | 1889–1892    | Hermann Eule (1892) | f'–as'–b'–c''; Lauchhammer-Rincker, as' C. A. Bierling |                | kirche-hohndorf.de |

#### Kirchenbezirk Marienberg
Am 1. Januar 2009 wurde dem Kirchenbezirk Marienberg der Kirchenbezirk Flöha angeschlossen. Augustusburg, Eppendorf mit Großwaltersdorf und Kleinhartmannsdorf; Falkenau, Flöha mit Plaue, Frankenberg, Frankenstein, Großhartmannsdorf mit Mittelsaida, Leubsdorf mit Hohenfichte und Schellenberg, Niederlichtenau, Niederwiesa, Oederan mit Gahlenz im Kirchenbezirk Marienberg gehören zum Landkreis Mittelsachsen
| Abbildung | Ort                                 | Kirche                    | Hauptbauzeit                                                                 | Orgel | Besonderheiten | Links                             |
| --------- | ----------------------------------- | ------------------------- | ---------------------------------------------------------------------------- | --- | --- | --------------------------------- |
|           | Börnichen                           | Pfarrkirche               | 1900                                                                         | Hermann Eule (1901) | | boernichen.de                     |
|           | Deutschneudorf, OT Deutscheinsiedel | Pfarrkirche               | 1903–1905                                                                    | Gebrüder Emil und Bruno Jehmlich (1905) | | grenzenloses-erzgebirge.de        |
|           | Deutschneudorf                      | Pfarrkirche               | 1734–1736                                                                    | Gebrüder Emil und Bruno Jehmlich (1903) | Barocker Taufengel von Johann Michael Hoppenhaupt                                                                                           | bernsteinzimmerdorf.de            |
|           | Amtsberg, OT Dittersdorf            | Pfarrkirche               | um 1495                                                                      | Karl Traugott Stöckel (1847–1849) | | dittersdorf.kirche-chemnitz.de    |
|           | Gornau, OT Dittmannsdorf            | Nikolaikirche             | 15. Jh. (Chor, Sakristei, Dachreiter; vermutlich romanischer Kern)           | Carl Eduard Schubert (1880–1882) | | dittmannsdorf.com                 |
|           | Olbernhau, OT Dörnthal              | Pfarrkirche               | 13./14. Jh.                                                                  | Karl Gottlieb Jeheber (1844–1847) | eine der bedeutendsten Wehrkirchen Sachsens                                                                                                 |                                   |
|           | Drebach                             | Pfarrkirche               | 1823–1825 (an Stelle des Vorgängerbaus)                                      | Prospekt von Christian Gottlob Steinmüller (1824/25), Werk von VEB Orgelbau Bautzen vormals H. Eule (1984)                                   | | drebach-scharfenstein.de          |
|           | Pockau-Lengefeld, OT Forchheim      | Pfarrkirche               | 1719–1726 (durch George Bähr und Johann Gottfried Fehre)                     | Gottfried Silbermann (1726) | |                                   |
|           | Gornau                              | Pfarrkirche               | 1929 (Weihe)                                                                 | Ahlborn (um 1994) | | kirchgemeinde-gornau.de           |
|           | Großolbersdorf                      | Pfarrkirche               | 1643–1653 (teilweise Erneuerung nach Brand, Kern um 1400 als Kapelle gebaut) | Schmeißer (1915) im Gehäuse der Vorgängerorgel von Göthel (1870–1872), Neubau durch Georg Wünning (2001)                                     | barocker Altar von Johann Böhme (vermutlich 1647)                                                                                           | kirche-grossolbersdorf.de         |
|           | Großolbersdorf                      | Friedhofskapelle          | 1905–1906                                                                    | Georg Wünning (1991) | |                                   |
|           | Großolbersdorf, OT Hohndorf         | Kapelle                   | 1955                                                                         | Reinhard Schmeisser (1970) | |                                   |
|           | Großrückerswalde                    | Pfarrkirche               | 15. Jh.                                                                      | Christian Gottlob Steinmüller (1829), klanglich verändert durch Hermann Eule (1911 und 1939)                                                 | Wehrkirche | kirche-grossrueckerswalde.de      |
|           | Grünhainichen                       | Pfarrkirche               | 1850                                                                         | Christian Friedrich Göthel (1849/1850) | | gruenhainichen.de                 |
|           | Grünhainichen, OT Borstendorf       | Pfarrkirche               | 1820                                                                         | Christian Friedrich Göthel (1847/1848), 1961 durch Schmeisser klanglich verändert                                                            | | borstendorf.de                    |
|           | Olbernhau, OT Hallbach              | Pfarrkirche               | 15. Jh.                                                                      | Alfred Schmeisser (1920–1923 und 1957), teilweise im Prospekt der Vorgängerorgel von Erler (1867)                                            | |                                   |
|           | Heidersdorf                         | Pfarrkirche               | 1852                                                                         | Richard Kreutzbach (1892) | | schwartenberggemeinde.de          |
|           | Wolkenstein, OT Hilmersdorf         | Friedhofskapelle          | 1910                                                                         | NN 1990 | |                                   |
|           | Krumhermersdorf                     | Pfarrkirche               | 1756–1758 (an Stelle des Vorgängerbaus aus dem 14. Jh.)                      | Alfred Schmeisser (1929) | |                                   |
|           | Marienberg, OT Kühnhaide            | Pfarrkirche               | 1688–1691                                                                    | Andreas und Georg Schuster (1934) im vermutlich böhmischen Rokokoprospekt aus der 2. Hälfte des 18. Jh.                                      | | kirche.kuehnhaide.de              |
|           | Marienberg, OT Lauterbach           | Pfarrkirche               | 15. Jh.                                                                      | NN (vermutlich zwischen 1620 und 1630 entstanden), 1724 in Lauterbach aufgestellt, 1957 von Jehmlich restauriert und teilweise rekonstruiert | Wehrkirche, 1907 nach Umsetzung auf den Friedhof neu geweiht                                                                                |                                   |
|           | Marienberg, OT Lauterbach           | Heilandskirche            | 1906–1907                                                                    | Alfred Schmeisser (1907) | | kg-lauterbach.jimdo.com           |
|           | Pockau-Lengefeld, OT Lengefeld      | Kirche zum Heiligen Kreuz | 1885–1886 (nach Brand des mittelalterlichen Vorgängerbaus)                   | Zacharias Hildebrandt (1725–1726), 1933 durch Hermann Eule umgebaut                                                                          | | kirchgemeinde-lengefeld.de        |
|           | Pockau-Lengefeld, OT Lippersdorf    | Pfarrkirche               | 13. Jh. (Umbau 17. Jh.)                                                      | NN (Anfang 17. Jh., eine der ältesten Orgeln Sachsens)                                                                                       | eine der ältesten Saalkirchen des Erzgebirges; ursprünglich Wehrkirche                                                                      |                                   |
|           | Marienberg                          | St. Marien                | 1611–1616 (Wiederaufbau nach Brand)                                          | Carl Eduard Schubert (1874–1879); Reinhard Schmeisser (Kleinorgel, 1963)                                                                     | jüngste der drei spätgotischen Hallenkirchen im Erzgebirge                                                                                  | kirche-marienberg.de              |
|           | Großrückerswalde, OT Mauersberg     | Pfarrkirche               | 1889–1890                                                                    | VEB Orgelbau Bautzen vormals H. Eule (1989) im neugotischen Prospekt von Emil Müller (1890)                                                  | Der Neubau ersetzte eine Wehrkirche an derselben Stelle                                                                                     |                                   |
|           | Großrückerswalde, OT Mauersberg     | Kreuzkapelle              | 1951–1952 als Kopie der 1889 abgebrochenen Wehrkirche                        | Hermann Eule (1952) mit einziger Orgel-Celesta Sachsens                                                                                      | Der Kirchbau wurde vom Dresdner Kreuzkantor Rudolf Mauersberger gestiftet                                                                   |                                   |
|           | Olbernhau, OT Oberneuschönberg      | Pfarrkirche               | 1695                                                                         | Gebrüder Ernst Heinrich Adolf und Johann Ernst Poppe (1876) aus Roda in Thüringen, geringfügig verändert durch Schmeisser (1962)             | Die Kirche wurde für böhmische Exulanten errichtet.                                                                                         |                                   |
|           | Olbernhau                           | Stadtkirche Olbernhau     | 17. Jahrhundert (Wiederaufbau des Vorgängerbaus von 1590 nach Brand 1639)    | Johann Christian Kayser (1787–1790) | | kirchspiel-olbernhau.de           |
|           | Olbernhau, OT Pfaffroda             | St. Georg                 | 15. Jh. (um 1480; Erweiterung nach Brand 1645)                               | Silbermann-Orgel (1719) im Gehäuse von Johann Christian Bucaeus                                                                              | |                                   |
|           | Marienberg OT Pobershau             | Pfarrkirche               | 1903–1904                                                                    | Gebrüder Emil und Bruno Jehmlich (1904) | | kirche-pobershau.de pobershau.de  |
|           | Pockau-Lengefeld, OT Pockau         | Pfarrkirche               | 1885                                                                         | Carl Eduard Schubert (1889), verändert durch Eule (1965)                                                                                     | | kirche-pockau.de                  |
|           | Olbernhau, OT Rothenthal            | Stephanuskapelle          | 1958 (Weihe)                                                                 | Reinhard Schmeisser (Positiv, 1972) | |                                   |
|           | Marienberg, OT Rübenau              | Heilig-Geist-Kirche       | 1613–1614 (Erweiterung um 1714)                                              | Carl Eduard Schubert (1885–1887) | |                                   |
|           | Marienberg, OT Satzung              | Dorfkirche Satzung        | 17. Jh.                                                                      | Gebrüder Otto und Rudolf Jehmlich (1966) | höchstgelegene evangelische Dorfkirche Deutschlands (850 m ü. NN.)                                                                          |                                   |
|           | Drebach, OT Scharfenstein           | Gemeindezentrum           | 2005                                                                         | | | drebach-scharfenstein.de          |
|           | Wolkenstein, OT Schönbrunn          | Pfarrkirche               | 1718                                                                         | Christian Friedrich Göthel (1870) | ehemalige Wallfahrtskirche |                                   |
|           | Seiffen/Erzgeb.                     | Pfarrkirche               | 1776–1779                                                                    | Gebrüder Ernst Heinrich Adolf und Johann Ernst Poppe (1875), verändert durch Schmeisser (1959), erneuert durch Eule (1982)                   | bergkirche-seiffen.de |                                   |
|           | Grünhainichen, OT Waldkirchen       | St. Georg                 | 1900–1901                                                                    | Hermann Eule (1901) | |                                   |
|           | Grünhainichen, OT Waldkirchen       | Friedhofskapelle          | 1460                                                                         | | ehemalige Pfarrkirche von Waldkirchen (Saal 1905 abgetragen, Altarraum zur Kapelle umgebaut)                                                |                                   |
|           | Amtsberg, OT Weißbach               | Pfarrkirche               | 1782 (Umbau)                                                                 | Carl Gottlieb Jehmlich (1829) | |                                   |
|           | Gornau, OT Witzschdorf              | Martin-Luther-Kirche      | 1898 (Weihe)                                                                 | Alfred Schmeisser (um 1920) | |                                   |
|           | Wolkenstein                         | St. Bartholomäus          | 17./18. Jh. (erstmals 1384 erwähnt, mehrfach erneuert und umgebaut)          | Christian Gottlob Steinmüller (1817/1818) | | kirchgemeinde-wolkenstein.de      |
|           | Wolkenstein                         | Hospitalkirche (Friedhof) |                                                                              | Reinhard Schmeisser (Positiv, 1966) | |                                   |
|           | Marienberg, OT Zöblitz              | Stadtkirche               | 1728–1729                                                                    | Gottfried Silbermann (1738–1742) | Vorgängerbau war wahrscheinlich eine Wehrkirche aus dem Jahr 1488 und damit eine der ältesten Kirchen im mittleren und oberen Erzgebirge    | kirche-in-zoeblitz.de zoeblitz.de |
|           | Marienberg, OT Zöblitz              | Friedhofskapelle          |                                                                              | Georg Wünning (1987) | |                                   |
|           | Zschopau                            | St. Martin                | 1750–1751 (Wiederherstellung des Baus von 1494 nach dem Stadtbrand 1748)     | Jacob Oertel (1753–1755), drittgrößte Barock-Orgel Sachsens                                                                                  | | kirchbau.de                       |
|           | Zschopau                            | Friedhofskapelle          | 1813                                                                         | | Vorgängerbau wurde 1454 als Marienheiligtum errichtet. 1812 bis 1813 wurde sie beim Bau der steinernen Brücke über die Zschopau abgerissen. |                                   |

### Evangelisch-methodistische Kirchengebäude

#### Altlandkreis Annaberg
| Abbildung | Ort                            | Kirche              | Hauptbauzeit                                      | Orgel                                     | Besonderheiten                                         | Links                         |
| --------- | ------------------------------ | ------------------- | ------------------------------------------------- | ----------------------------------------- | ------------------------------------------------------ | ----------------------------- |
|           | Annaberg-Buchholz              |                     | 1926                                              |                                           |                                                        |                               |
|           | Bärenstein, OT Kühberg         |                     |                                                   |                                           |                                                        |                               |
|           | Crottendorf                    | Friedenskirche      | 1907                                              | Gebrüder Jehmlich Orgelbau Dresden (1942) |                                                        | emk-crottendorf.de            |
|           | Crottendorf, OT Walthersdorf   | Zionskirche         | 1927–1928                                         |                                           |                                                        |                               |
|           | Ehrenfriedersdorf              | Kapelle             |                                                   |                                           |                                                        | emk-geyer.de                  |
|           | Elterlein                      | Gemeindesaal        |                                                   |                                           | im Jahr 2012 aufgegeben                                | emkgruenhain.de (PDF; 7,1 MB) |
|           | Gelenau                        | Kapelle             | 1907                                              |                                           | 2007 (?) verkauft; beherbergt seit 2008 ein DDR-Museum |                               |
|           | Geyer                          | Auferstehungskirche | 1951–1953 (Umbau eines ehemaligen Fabrikgebäudes) |                                           |                                                        | emk-geyer.de                  |
|           | Königswalde                    | Erlöserkirche       |                                                   |                                           |                                                        |                               |
|           | Mildenau                       | Kreuzkirche         |                                                   |                                           |                                                        | mildenau.de                   |
|           | Scheibenberg                   | Gemeindesaal        |                                                   |                                           | Begegnungs- und Bildungsstätte der EmK                 |                               |
|           | Schlettau                      | Gemeindesaal        |                                                   |                                           |                                                        |                               |
|           | Sehmatal, OT Cranzahl          | Friedenskirche      | 1925                                              |                                           |                                                        |                               |
|           | Sehmatal, OT Neudorf           | Zionskirche         | 1891 (1932 erweitert)                             |                                           |                                                        | emk-neudorf.de                |
|           | Sehmatal, OT Sehma             | Christuskirche      | 1921–1922                                         | Hermann Eule                              |                                                        |                               |
|           | Thermalbad Wiesenbad, OT Wiesa | Kapelle             |                                                   |                                           |                                                        |                               |
|           | Thum                           |                     |                                                   |                                           |                                                        |                               |
|           | Thum, OT Herold                |                     |                                                   |                                           |                                                        |                               |

#### Altlandkreis Aue-Schwarzenberg
| Abbildung      | Ort                                 | Kirche                                   | Hauptbauzeit | Besonderheiten                                                                            | Links           |
| -------------- | ----------------------------------- | ---------------------------------------- | ------------ | ----------------------------------------------------------------------------------------- | --------------- |
|                | Aue-Bad Schlema, OT Aue             | Christuskirche                           |              |                                                                                           |                 |
|                | Aue-Bad Schlema, OT Neudörfel       | ! Kirchensaal als Anbau eines Wohnhauses |              |                                                                                           |                 |
|                | Lauter-Bernsbach, OT Bernsbach      | Kreuzkapelle                             |              |                                                                                           |                 |
|                | Bockau                              | Christuskirche                           | 1928         |                                                                                           | emk-bockau.de   |
|                | Breitenbrunn                        | Kapelle                                  |              |                                                                                           |                 |
|                | Breitenbrunn, OT Antonsthal         | Kapelle                                  |              |                                                                                           |                 |
|                | Breitenbrunn, OT Rittersgrün        | Gemeindesaal                             |              |                                                                                           |                 |
|                | Eibenstock                          | Gemeindezentrum                          |              |                                                                                           |                 |
|                | Eibenstock, OT Carlsfeld            | Kapelle                                  |              |                                                                                           |                 |
|                | Eibenstock, OT Wildenthal           | Gemeindesaal                             |              |                                                                                           |                 |
|                | Grünhain-Beierfeld, OT Beierfeld    | Gemeindezentrum                          | 1974         |                                                                                           |                 |
|                | Grünhain-Beierfeld, OT Grünhain     | Zionskirche                              | 1926         |                                                                                           | emkgruenhain.de |
|                | Johanngeorgenstadt, OT Steinbach    | Kreuzkapelle                             |              |                                                                                           |                 |
|                | Lauter-Bernsbach, OT Lauter         | Friedenskirche                           |              |                                                                                           |                 |
|                | Lößnitz                             | Kreuzkirche                              |              |                                                                                           |                 |
|                | Lößnitz, OT Affalter                | Christuskirche                           | 1935         | -                                                                                         |                 |
|                | Raschau-Markersbach, OT Markersbach | Gemeindesaal                             |              |                                                                                           |                 |
|                | Raschau-Markersbach, OT Raschau     | Johanneskirche                           | 1969/70      |                                                                                           |                 |
| EMK Schneeberg | Schneeberg                          | Auferstehungskirche                      | 1953         |                                                                                           |                 |
|                | Schneeberg, OT Neustädtel           | Erlöserkirche                            | 1936         |                                                                                           |                 |
|                | Schönheide                          | Immanuelkapelle                          |              |                                                                                           |                 |
|                | Schwarzenberg                       | Zionskirche                              | 1883         | erste von den Methodisten erbaute Kirche im Königreich Sachsen (geweiht 31. Oktober 1883) |                 |
|                | Schwarzenberg, OT Neuwelt           | Versöhnungskirche                        |              |                                                                                           |                 |
|                | Stützengrün                         | Gemeindesaal                             | 1914         |                                                                                           |                 |
|                | Stützengrün, OT Hundshübel          | Friedenskapelle                          | 1995         |                                                                                           |                 |
|                | Zschorlau                           | Eben-Ezer-Kirch                          |              |                                                                                           |                 |
|                | Zschorlau, OT Albernau              | Zionskirche                              | 1921         |                                                                                           |                 |
|                | Zschorlau, OT Burkhardtsgrün        | Friedenskapelle                          |              |                                                                                           |                 |

#### Altlandkreis Mittleres Erzgebirge
| Abbildung | Ort                      | Kirche         | Hauptbauzeit            | Besonderheiten | Links            |
| --------- | ------------------------ | -------------- | ----------------------- | -------------- | ---------------- |
|           | Amtsberg, OT Dittersdorf | Christuskirche | 1885                    |                |                  |
|           | Amtsberg, OT Weißbach    | Kreuzkapelle   |                         |                |                  |
|           | Drebach                  | Christuskirche | 1955                    | „Krokuskanzel“ | Gemeindehomepage |
|           | Drebach, OT Venusberg    | Christuskirche | 1937                    |                | Gemeindehomepage |
|           | Drebach, OT Grießbach    | Erlöserkirche  | 1929                    |                | Gemeindehomepage |
|           | Gornau, OT Witzschdorf   |                | 1886 (1952 Erweiterung) | Sauer-Orgel    | atlas.emk.de     |
|           | Marienberg               |                |                         |                |                  |
|           | Olbernhau                |                |                         |                |                  |
|           | Zschopau                 |                | 1931                    |                |                  |

#### Altlandkreis Stollberg
| Abbildung | Ort                      | Kirche          | Hauptbauzeit | Besonderheiten | Links                      |
| --------- | ------------------------ | --------------- | ------------ | -------------- | -------------------------- |
|           | Burkhardtsdorf           |                 |              |                |                            |
|           | Gornsdorf                | Christuskapelle |              |                |                            |
|           | Niederdorf               |                 |              |                |                            |
|           | Thalheim                 | Friedenskirche  |              |                |                            |
|           | Zwönitz                  | Friedenskirche  | 1928         |                | https://emk-zwoenitztal.de |
|           | Zwönitz, OT Dorfchemnitz |                 |              |                |                            |

### Evangelisch-Freikirchliche Gemeinden im Landesverband Sachsen
| Abbildung | Ort                                 | Kirche                      | Hauptbauzeit                            | Besonderheiten                 | Links |
| --------- | ----------------------------------- | --------------------------- | --------------------------------------- | ------------------------------ | ----- |
|           | Aue                                 | Gemeindehaus                |                                         | Gemeinde Aue-Lauter            |       |
|           | Auerbach (Erzgebirge)               | Gemeindehaus                |                                         |                                |       |
|           | Eibenstock                          |                             |                                         | Räume im Kulturhaus Eibenstock |       |
|           | Eibenstock, OT Sosa                 |                             |                                         |                                |       |
|           | Grünhain-Beierfeld, OT Grünhain     |                             |                                         |                                |       |
|           | Lauter-Bernsbach, OT Lauter         | Gemeindehaus                | 1935                                    | Gemeinde Aue-Lauter            |       |
|           | Lößnitz                             |                             |                                         |                                |       |
|           | Oelsnitz/Erzgeb.                    | Friedenskapelle (Baptisten) | 1921 (Umbau aus dem Hotel Wettiner Hof) |                                |       |
|           | Raschau-Markersbach, OT Markersbach |                             |                                         |                                |       |
|           | Schneeberg                          | Friedenskapelle (Baptisten) |                                         |                                |       |
|           | Sehmatal, OT Sehma                  |                             |                                         |                                |       |
|           | Stollberg                           | Kapelle                     |                                         |                                |       |
|           | Thalheim                            |                             |                                         |                                |       |
|           | Thum                                | Gemeindehaus (im Bau)       |                                         |                                |       |
|           | Thum, OT Herold                     | Gemeindezentrum             |                                         |                                |       |
|           | Thermalbad Wiesenbad, OT Wiesa      |                             |                                         | ehemaliges Gebäude einer Mühle |       |
|           | Zwönitz, OT Brünlos                 |                             |                                         |                                |       |

### Gemeinden der Brüderbewegung
| Abbildung | Ort                                            | Kirche                        | Hauptbauzeit | Besonderheiten | Links |
| --------- | ---------------------------------------------- | ----------------------------- | ------------ | -------------- | ----- |
|           | Aue-Bad Schlema, Ortsteil Aue                  | Gemeindehaus                  |              |                |       |
|           | Auerbach/Erzgeb.                               |                               |              |                |       |
|           | Marienberg, OT Satzung (Satzunger Birkenweg)   |                               |              |                |       |
|           | Marienberg, OT Satzung (Satzunger Hauptstraße) |                               |              |                |       |
|           | Oelsnitz/Erzgeb., OT Neuoelsnitz               | Gemeindehaus (Brüdergemeinde) |              |                |       |
|           | Schönheide                                     |                               |              |                |       |
|           | Schwarzenberg, Ortsteil Sachsenfeld            |                               |              |                |       |
|           | Sehmatal, OT Sehma                             |                               |              |                |       |
|           | Thum                                           |                               |              |                |       |
|           | Thum, OT Herold                                |                               |              |                |       |
|           | Thermalbad Wiesenbad, OT Wiesa                 |                               |              |                |       |

### Bund freikirchlicher Pfingstgemeinden
| Abbildung | Ort                              | Kirche                             | Hauptbauzeit | Besonderheiten | Links |
| --------- | -------------------------------- | ---------------------------------- | ------------ | -------------- | ----- |
|           | Annaberg-Buchholz                | Pfingstgemeinde Annaberg           |              |                |       |
|           | Pockau-Lengefeld, OT Lippersdorf | BFP-Gemeinde Lippersdorf           |              |                |       |
|           | Marienberg                       | Jesus-Zentrum-Erzgebirge e. V.     |              |                |       |
|           | Schneeberg                       | Evangelische Christengemeinde Elim |              |                |       |
|           | Schönheide                       | Evangelische Christengemeinde Elim |              |                |       |

### Evangelisch-lutherische Freikirche
| Abbildung | Ort                                | Kirche                    | Hauptbauzeit           | Orgel | Besonderheiten                                                                           | Links            |
| --------- | ---------------------------------- | ------------------------- | ---------------------- | ----- | ---------------------------------------------------------------------------------------- | ---------------- |
|           | Oelsnitz/Erzgeb., OT Neuwürschnitz | Kirche zum Heiligen Kreuz |                        |       | Predigtplatz der Zionsgemeinde Hartenstein                                               | Gemeindehomepage |
|           | Thermalbad Wiesenbad, OT Schönfeld | Emmausgemeinde            |                        |       |                                                                                          | Gemeindehomepage |
|           | Eibenstock, OT Sosa                | Bethlehemskirche          | zwischen 1688 und 1700 |       | Predigtplatz der Zionsgemeinde Hartenstein, Fröhlich-Heiner-Gut, 1983 als Kirche geweiht | Gemeindehomepage |

### Freie Christliche Gemeinde
| Abbildung | Ort      | Kirche                              | Hauptbauzeit | Besonderheiten | Links            |
| --------- | -------- | ----------------------------------- | ------------ | -------------- | ---------------- |
|           | Zschopau | Freie Christliche Gemeinde Zschopau |              |                | Gemeindehomepage |

### Siebenten-Tags-Adventisten
| Abbildung | Ort                                | Kirche                              | Hauptbauzeit | Besonderheiten | Links                                   |
| --------- | ---------------------------------- | ----------------------------------- | ------------ | -------------- | --------------------------------------- |
|           | Annaberg-Buchholz                  |                                     |              |                |                                         |
|           | Aue                                | Kirche der Siebententagsadventisten |              |                |                                         |
|           | Ehrenfriedersdorf                  |                                     |              |                |                                         |
|           | Gelenau                            |                                     |              |                |                                         |
|           | Großolbersdorf                     | Kapelle                             |              |                |                                         |
|           | Jahnsdorf                          |                                     |              |                |                                         |
|           | Lugau                              |                                     |              |                |                                         |
|           | Marienberg                         |                                     |              |                |                                         |
|           | Neukirchen                         |                                     |              |                |                                         |
|           | Oelsnitz/Erzgeb., OT Neuwürschnitz |                                     |              |                |                                         |
|           | Olbernhau                          |                                     |              |                |                                         |
|           | Schneeberg                         |                                     |              |                |                                         |
|           | Thalheim                           | Adventgemeinde Thalheim             |              |                | https://www.adventgemeinde-thalheim.de/ |
|           | Lengefeld, OT Wünschendorf         |                                     |              |                |                                         |
|           | Zschopau                           |                                     |              |                |                                         |

## Katholische Kirchengebäude

### Dekanat Chemnitz
| Abbildung | Ort               | Kirche                                   | Hauptbauzeit           | Besonderheiten | Links                           |
| --------- | ----------------- | ---------------------------------------- | ---------------------- | -------------- | ------------------------------- |
|           | Annaberg-Buchholz | Pfarrkirche Heilig Kreuz                 | 1843–1844              |                | Pfarrgemeinde Annaberg          |
|           | Bärenstein        | Filialkirche St. Bonifatius              | 1921 (Weihe)           |                | Pfarrgemeinde Annaberg          |
|           | Oberwiesenthal    | Filialkirche Christkönig                 | 2001                   |                | Pfarrgemeinde Annaberg          |
|           | Neuhausen         | Kapelle St. Elisabeth                    | 1956                   |                | Gemeindeseite Neuhausen         |
|           | Marienberg        | Pfarrkirche Mariä Unbefleckte Empfängnis | 1906                   |                | Gemeindeseite Marienberg        |
|           | Olbernhau         | Filialkirche Maria, Königin des Friedens |                        |                | Gemeindeseite Olbernhau         |
|           | Zschopau          | Filialkirche St. Marien                  | 1965-1967 1967 (Weihe) |                | Gemeinseite St. Marien Zschopau |

### Dekanat Zwickau
| Abbildung | Ort                | Kirche                                   | Hauptbauzeit                                                       | Besonderheiten                             | Links |
| --------- | ------------------ | ---------------------------------------- | ------------------------------------------------------------------ | ------------------------------------------ | ----- |
|           | Aue                | Pfarrkirche Mater Dolorosa               | 1913–1915                                                          | Orgel 1927 (gebrauchte Jehmlich-Orgel)     |       |
|           | Eibenstock         | Kapelle St. Joseph                       | 1957 (Weihe)                                                       |                                            |       |
|           | Schneeberg         | Filialkirche St. Pius X.                 | 1956                                                               |                                            |       |
|           | Schönheide         | Kapelle Kostbares Blut                   | 1964 (Weihe)                                                       | 6. Oktober 2024 profaniert                 |       |
|           | Schwarzenberg      | Pfarrkirche Heilige Familie              | 1930 (Weihe)                                                       | Orgel 1950 von Orgelbau A. Schuster & Sohn |       |
|           | Johanngeorgenstadt | Filialkirche St. Petrus Canisius         |                                                                    | Ehemaliges Gasthaus Bergschänke            |       |
|           | Johanngeorgenstadt | Marienkapelle                            |                                                                    |                                            |       |
|           | Stollberg          | Pfarrkirche Mariä Unbefleckte Empfängnis | 13. Jh. (1993 wiedergeweiht)                                       | Orgel von Emil Wiegand (1858)              |       |
|           | Lugau              | Filialkirche Kreuzkirche                 |                                                                    |                                            |       |
|           | Oelsnitz/Erzgeb.   | Filialkirche St. Barbara                 |                                                                    |                                            |       |
|           | Zwönitz            | Pfarrkirche St. Peter und Paul           |                                                                    |                                            |       |
|           | Zwönitz            | Kapelle St. Anna                         | 1997–1998 (Wiederaufbau eines im 16. Jh. zerstörten Vorgängerbaus) |                                            |       |
|           | Thalheim           | Filialkirche Heilig Geist                |                                                                    |                                            |       |

## Kirchengebäude sonstiger Glaubensrichtungen

### Neuapostolische Kirchengebäude

#### Kirchenbezirk Zwickau
Glauchau, Mosel, Rothenkirchen, Thurm, Werdau/Crimmitschau, Zwickau und Zwickau-Planitz im Kirchenbezirk Zwickau liegen nicht im Erzgebirgskreis
| Abbildung | Ort                                  | Kirche                             | Hauptbauzeit                                     | Orgel                                                                 | Besonderheiten           | Links |
| --------- | ------------------------------------ | ---------------------------------- | ------------------------------------------------ | --------------------------------------------------------------------- | ------------------------ | ----- |
|           | Aue-Bad Schlema, OT Aue              | Gemeindezentrum mit Kirchensaal    | 2000 (Weihe des Neubaus an der Lößnitzer Straße) |                                                                       |                          |       |
|           | Aue-Bad Schlema, OT Neudörfel        |                                    |                                                  |                                                                       |                          |       |
|           | Zschorlau, OT Albernau               |                                    |                                                  |                                                                       | im Jahr 2006 aufgegeben  |       |
|           | Eibenstock, OT Carlsfeld             |                                    |                                                  |                                                                       | 2021 nicht mehr erwähnt  |       |
|           | Eibenstock                           |                                    |                                                  | Böhm-Orgel, 1996 teilweise umgebaut durch Orgelbau A. Schuster & Sohn | nak-mitteldeutschland.de |       |
|           | Stützengrün, OT Hundshübel           |                                    |                                                  |                                                                       | 2017 nicht mehr erwähnt  |       |
|           | Johanngeorgenstadt                   |                                    |                                                  |                                                                       |                          |       |
|           | Oelsnitz/Erzgeb.                     |                                    |                                                  |                                                                       |                          |       |
|           | Breitenbrunn/Erzgeb., OT Rittersgrün |                                    |                                                  |                                                                       | 2021 nicht mehr erwähnt  |       |
|           | Schneeberg, OT Griesbach             |                                    |                                                  |                                                                       |                          |       |
|           | Schönheide                           |                                    | 2011 (Weihe)                                     | Böhm-Orgel, Rundbau                                                   |                          |       |
|           | Schwarzenberg                        | Gemeindesaal in einem Bürögebäude  |                                                  |                                                                       |                          |       |
|           | Sosa                                 |                                    |                                                  |                                                                       | 2021 nicht mehr erwähnt  |       |
|           | Stützengrün                          |                                    |                                                  |                                                                       | 2021 nicht mehr erwähnt  |       |
|           | Zschorlau                            |                                    |                                                  | Orgel von Orgelbau A. Schuster & Sohn (1966)                          |                          |       |
|           | Zwönitz                              | Gemeindesaal im Gewerbehof Zwönitz |                                                  |                                                                       |                          |       |

#### Kirchenbezirk Chemnitz
Chemnitz, Limbach-Oberfrohna und Oederan im Kirchenbezirk Chemnitz liegen nicht im Erzgebirgskreis
| Abbildung | Ort                                | Kirche                                       | Hauptbauzeit                             | Besonderheiten | Links |
| --------- | ---------------------------------- | -------------------------------------------- | ---------------------------------------- | -------------- | ----- |
|           | Annaberg-Buchholz                  |                                              |                                          |                |       |
|           | Bärenstein                         |                                              |                                          |                |       |
|           | Burkhardtsdorf                     | Gemeinderäume in einem Bürohaus              |                                          |                |       |
|           | Deutschneudorf                     |                                              |                                          |                |       |
|           | Ehrenfriedersdorf                  |                                              |                                          |                |       |
|           | Marienberg                         |                                              |                                          |                |       |
|           | Thermalbad Wiesenbad, OT Neundorf  |                                              |                                          |                |       |
|           | Olbernhau                          | Gemeindezentrum                              | 2002 (Umbau eines Flachbaus von 1963)    |                |       |
|           | Marienberg, OT Rübenau             |                                              |                                          |                |       |
|           | Thermalbad Wiesenbad, OT Schönfeld |                                              |                                          |                |       |
|           | Tannenberg                         | Gemeinderäume zwischen 1948 und 2014 genutzt | Zainhammer Tannenberg, um 1500 errichtet | 2014 aufgelöst |       |
|           | Thermalbad Wiesenbad, OT Wiesa     |                                              |                                          |                |       |
|           | Zschopau                           | Kirche                                       | 1993                                     |                |       |

### Königreichssäle der Zeugen Jehovas
| Abbildung | Ort                           | Kirche | Hauptbauzeit | Besonderheiten | Links |
| --------- | ----------------------------- | ------ | ------------ | -------------- | ----- |
|           | Aue-Bad Schlema, OT Neudörfel |        |              |                |       |
|           | Auerbach (Erzgebirge)         |        |              |                |       |
|           | Gornau                        |        |              |                |       |
|           | Hohndorf                      |        |              |                |       |
|           | Olbernhau                     |        |              |                |       |
|           | Schlettau                     |        |              |                |       |
|           | Schönheide                    |        |              |                |       |

### Sonstige
| Abbildung | Ort                         | Kirche                                                             | Hauptbauzeit | Besonderheiten | Links                                        |
| --------- | --------------------------- | ------------------------------------------------------------------ | ------------ | -------------- | -------------------------------------------- |
|           | Annaberg-Buchholz           | Kirche Jesu Christi der Heiligen der Letzten Tage                  |              |                |                                              |
|           | Pockau-Lengefeld, OT Pockau | Eliasburg (Gemeinschaft in Christo Jesu)                           | 1927–28      |                | religion-vor-ort.de                          |
|           | Stollberg/Erzgeb., OT Raum  | Freie Christenversammlung                                          |              |                | Webseite der Freien Christenversammlung Raum |
|           | Schwarzenberg               | Gemeindehaus der Kirche Jesu Christi der Heiligen der Letzten Tage | 1991         |                |                                              |